# Mountain Safety Research

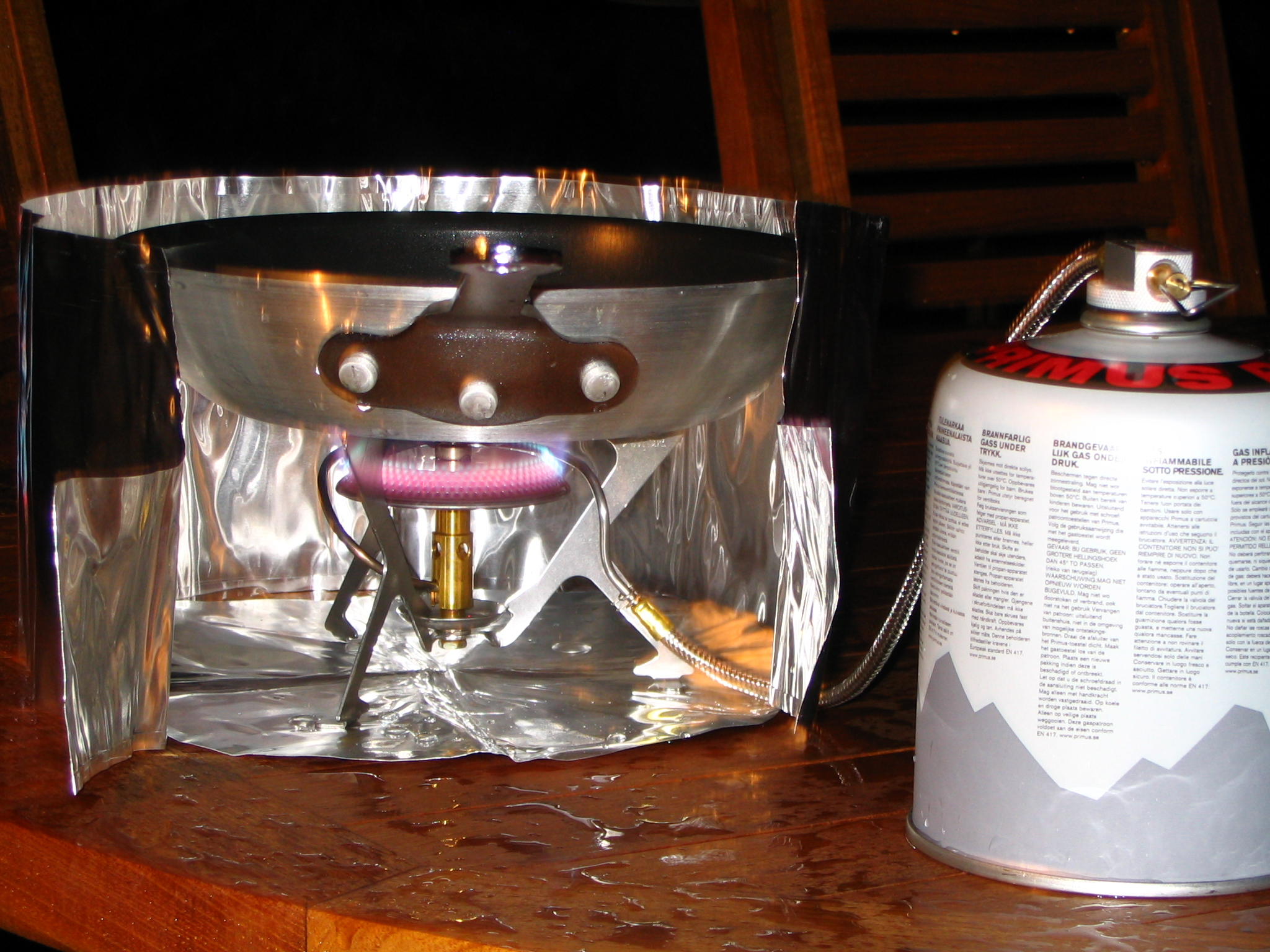
Ett MSR WindPro-kök med värmereflektor och vindskydd.

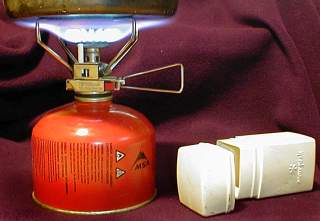
En MSR propan/isobutan gasbehållare med monterat friluftskök under drift.

Mountain Safety Research eller MSR, är ett amerikanskt företag med säte i Seattle, Washington. MSR tillverkar utrustning för camping och friluftsliv såsom friluftskök, vattenrenare, och tält.
Mountain Safety Research ägs av Cascade Design.